# Deadly Blessing
Deadly Blessing is een Amerikaanse horrorfilm uit 1981 onder regie van Wes Craven.

## Verhaal
Een lid van een Amish-achtige sekte overlijdt in een geheimzinnig ongeval met een trekker. De andere sekteleden geven diens weduwe de schuld van het ongeluk. Ze beginnen te denken dat zij bezeten is door de duivel.

## Rolverdeling
| Acteur           | Personage        |
| ---------------- | ---------------- |
| Maren Jensen     | Martha Schmidt   |
| Sharon Stone     | Lana Marcus      |
| Susan Buckner    | Vicky Anderson   |
| Jeff East        | John Schmidt     |
| Colleen Riley    | Melissa          |
| Douglas Barr     | Jim Schmidt      |
| Lisa Hartman     | Faith Stohler    |
| Lois Nettleton   | Louisa Stohler   |
| Ernest Borgnine  | Isaiah Schmidt   |
| Michael Berryman | William Gluntz   |
| Kevin Cooney     | Sheriff          |
| Bobby Dark       | Theaterdirecteur |
| Kevin Farr       | Dikke jongen     |
| Neil Fletcher    | Grafdelver       |
| Jonathon Gulla   | Tom Schmidt      |